# Draaibrug (brugtype)
Een draaibrug is een beweegbare brug die open en dicht gaat door te roteren om een verticale as.

## Beschrijving
De bovenbouw van de brug beschrijft bij het openen en sluiten een boog. Dit heeft ook gevolgen voor de aansluiting tussen de landhoofden en de uiteinden van het brugdek: geen enkel deel van het brugdek mag tijdens het draaien het landhoofd raken. Als de brug in beide richtingen geopend moet kunnen worden, komt dat erop neer dat ook de einden van het brugdek boogvormig moeten zijn.
Voordat de brug kan worden opengedraaid, wordt deze losgemaakt door de vijzels waar het brugdek op rust, de zogenaamde opzetinrichting, omlaag te bewegen. In dichte toestand wordt de brug door deze vijzels vergrendeld.
Een draaibrug kan bestaan uit twee gelijke armen, zodat twee doorvaartopeningen ontstaan waarbij het draaipunt van de brug op een eiland ligt. Als één doorvaartopening volstaat, zal men een ongelijkarmige draaibrug construeren. In dat geval moet men, om op het mechaniek een gelijkmatige belasting te verkrijgen, een contragewicht toevoegen aan de kortste arm van de brug.
Een draaibrug heeft als voordeel dat er een doorvaart ontstaat zonder beperking in de doorvaart- en doorrijhoogte, terwijl de brug toch snel open en dicht kan gaan. De breedte van de doorvaart kan wel beperkt(er) zijn.

## Nederland
Draaibruggen in Nederland treft men onder andere aan in:
- Afsluitdijk: aan beide kanten van de dijk bevindt zich bij de sluizen in beide rijrichtingen een draaibrug
- Alphen aan den Rijn: de draaibrug in de spoorlijn Alphen richting Bodegraven over de Gouwe (zie foto's)
- Amsterdam: over het Noordhollandsch Kanaal bij Buiksloot
- Arkel: spoorbrug over het Merwedekanaal
- Briltil (gemeente Westerkwartier): draaibrug over het Hoendiep
- Delft: Oostpoortbrug over de Delftse Schie
- Delft: Fietsbrug bij de Abtswoudseweg over de Delftse Schie
- Dordrecht: Mazelaarsbrug, handbediende draaibrug (rijksmonument) tussen Maartensgat en Oude Maas
- Eelde (gemeente Tynaarlo): Oosterbroeksebrug over het Noord-Willemskanaal
- Gorinchem: de visbrug over de Linge
- Gouda: Gouwespoorbrug
- Groningen: Paddepoelsterbrug en Gerrit Krolbrug over het Van Starkenborghkanaal, alsmede meerdere kleinere draaibruggen
- Grouw: spoorbrug over het Prinses Margrietkanaal
- Haarlem: de Melkbrug en de Catharijnebrug over het Spaarne; de oude spoorbrug over het Spaarne, ontworpen door F.W. Conrad, was in 1841 de eerste draaibrug van Nederland
- Hellevoetsluis: gietijzeren draaibrug uit 1881, gerestaureerd in 2010
- 's-Hertogenbosch: Havenbrug over de Dommel. Aangelegd in 1902, gerestaureerd in 1993.
- Middelburg: Stationsbrug
- Meppel: brug over de Drentsche Hoofdvaart Kanaal
- Montfoort: brug over de Hollandse IJssel
- Muiden: brug over de Vecht bij de voormalige zeesluis
- Oostwold (gemeente Westerkwartier): draaibrug over het Hoendiep, gemeentelijk monument
- De Poffert (gemeente Westerkwartier): draaibrug over het Hoendiep, tot 1923
- Purmerend: spoorbrug over het Noordhollandsch Kanaal in het spoor tussen Zaandam en Hoorn
- Rijswijk (Zuid-Holland): De Oversteek, fiets- en voetgangersbrug over het Rijn-Schiekanaal[1]
- Souburg: brug over het Kanaal door Walcheren, oorspronkelijk uit 1869 maar vernietigd op 2 november 1944; huidige daterend uit 1907, afkomstig uit Sluiskil en op 31 januari 1947 in gebruik genomen te Souburg; in 1997 als beschermd monument aangewezen[2]
- Sas van Gent: brug over het kanaal van Gent naar Terneuzen voor auto's en fietsers
- Sluiskil bij Terneuzen: brug over het kanaal van Gent naar Terneuzen voor auto's, fietsers en treinen
- Stroobos (Friesland): Brug over het Prinses Margrietkanaal
- Tilburg: brug over het Wilhelminakanaal
- Uithoorn: oude spoorbrug over de Amstel, voor de aansluiting op de Haarlemmermeerspoorlijnen, thans een busbrug
- Utrecht: Muntbrug uit 1887 in het Merwedekanaal
- Vianen: Bolgerijensebrug over het Merwedekanaal
- Weesp: handbediende kleine draaibrug naar Fort bij Uitermeer
- IJmuiden: brug over de Kleine en Zuidersluis
- Zaandam: spoorbrug over de Zaan in het spoor richting Hoorn
- Zwolle: Schoenkuipenbrug over het Almelose Kanaal

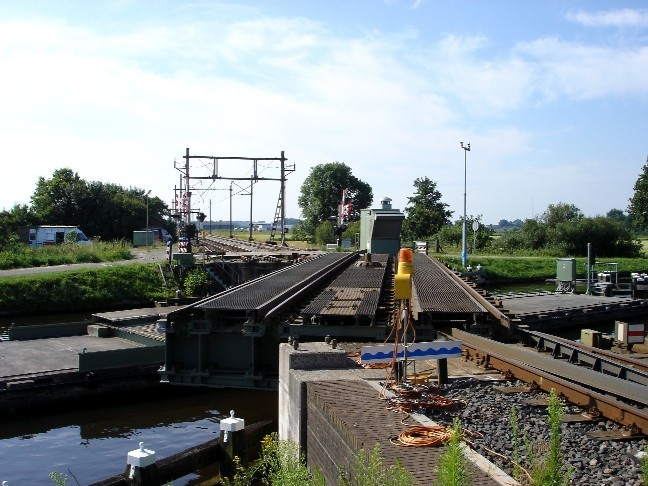
De draaibrug nabij Meppel.
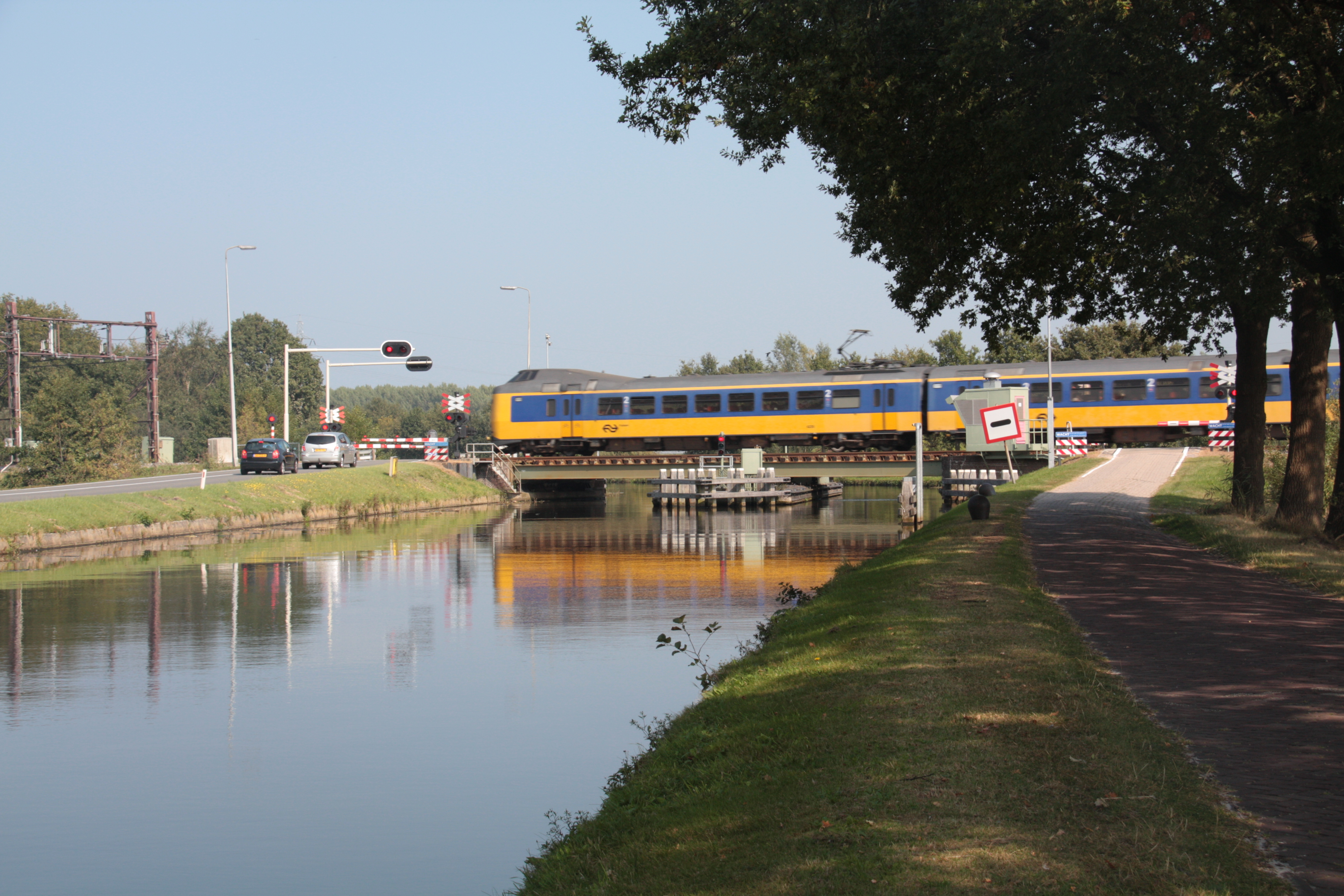
Dezelfde brug, gesloten.
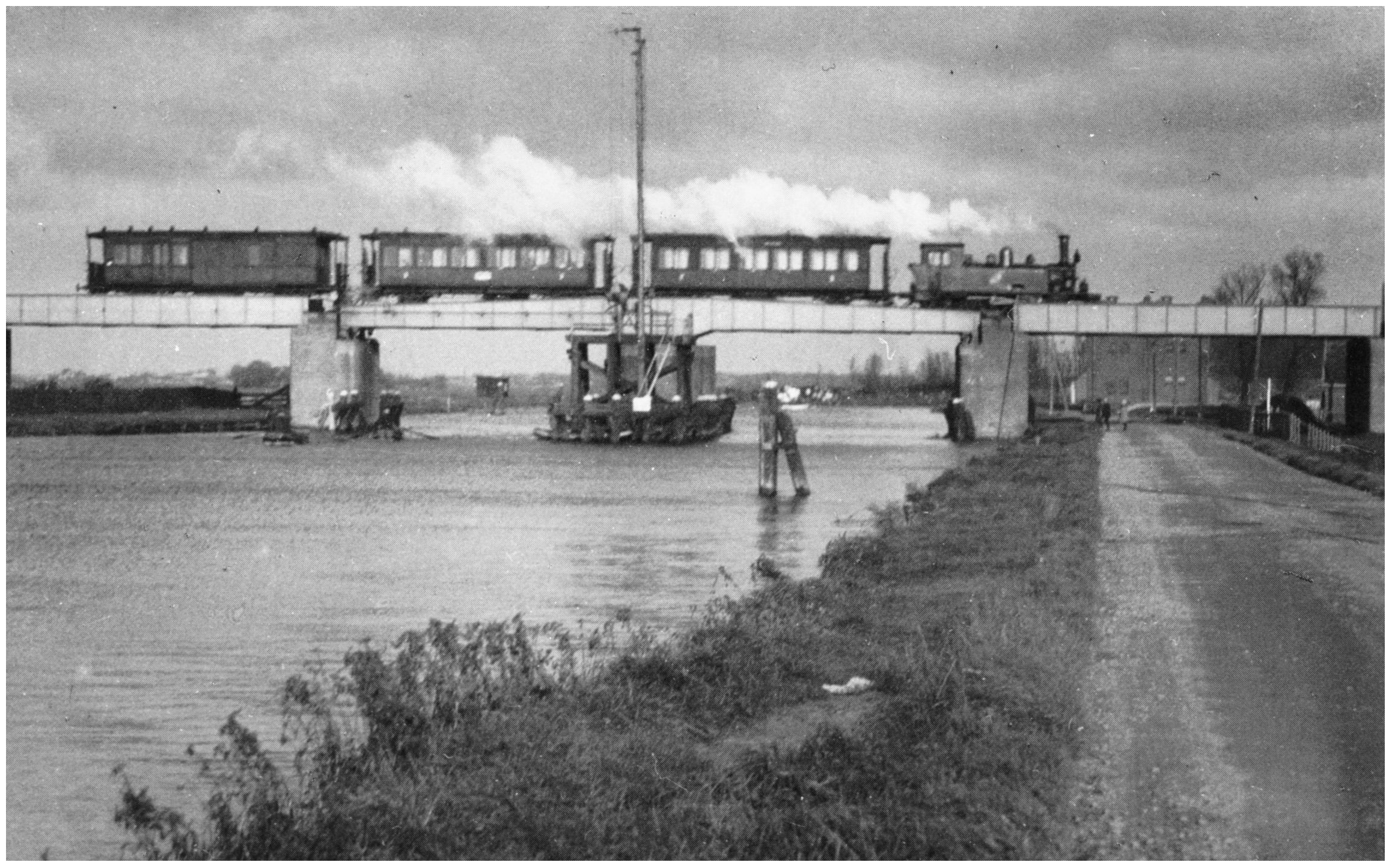
Stoomtrein op de draaibrug over de Zijl bij Leiden, ca. 1930. Deze brug werd rond 1935 afgebroken.

## België
Draaibruggen in België treft men onder andere aan in:
- Antwerpen: Asiabrug, Kempischebrug, Willembrug en Nassaubrug in de oude haven van Antwerpen
- Brugge: Katelijnepoortbrug en Warandebrug over de Ringvaart, Krakelebrug en Scheepsdalebrug (tot 2010) over het kanaal Brugge-Oostende en de Verbindingsbrug over het Verbindingsdok (Zeebrugge), de langste draaibrug in Europa (130m, doorvaartbreedte 55m)
- Gent: Recolettenbrug, Predikherenbrug, Grasbrug, Vleeshuisbrug, Zuivelbrug, Wondelgembrug. Wiedauwkaaibrug is een spoorweg-draaibrug tussen het Tolhuisdok en de Voorhaven in de wijk Muide in Gent. Spoorweglijnen 55 en 58 lopen erover. De oorspronkelijke brug werd gebouwd in 1926, maar in 2008 werd de volledige brug vervangen door een exacte replica. De brug heeft een voetgangerspassage aan beide zijden.
- Mechelen: Kraanbrug, Battelbrug
- Willebroek: IJzerenbrug

## Andere landen
- Kaiser-Wilhelm-Brücke, in Wilhelmshaven, Duitsland
- El Ferdan spoorbrug, over het Suezkanaal, tweedelig, de langste draaibrug ter wereld

afzinkbare brug · basculebrug · draaibrug · hefbrug · kantelbrug · kraanbrug · oorgatbrug · ophaalbrug · opkrulbare brug · opvouwbare brug · pontbrug · pontonbrug · rolbasculebrug · rolbrug · schipbrug · tafelbrug · valbrug · vliegtuigslurf · vlotbrug · zweefbrug